# (25398) 1999 VM12
1999 في أم 12 (ويعرف أيضًا باسم (25398) 1999 في أم 12 وفق تسمية الكوكب الصغير) (بالإنجليزية: 1999 VM12)‏ هو كويكب ضمن حزام الكويكبات؛ وترتيبه 25398 من حيث الاكتشاف.
اكتُشف هذا الجُرم الفلكي بواسطة Charles W. Juels ‏ في 11 نوفمبر 1999.

## وصلات خارجية
- (25398) 1999 VM12 في قاعدة بيانات مختبر الدفع النفاث لأجرام النظام الشمسي الصغيرة

- الاكتشاف · مخطط المدار ·  العناصر المدارية · المعلمات المادية

- (25398) 1999 VM12 على موقع ويكي سكاي: DSS2, SDSS, GALEX, IRAS, Hydrogen α, X-Ray, Astrophoto, Sky Map, Articles and images